# Star Wars, épisode I : La Menace fantôme (jeu vidéo)
Pour les articles homonymes, voir Star Wars, épisode I : La Menace fantôme (homonymie).
Star Wars, épisode I : La Menace fantôme est un jeu vidéo d'action-aventure édité par LucasArts sur Windows et PlayStation en 1999. Il s'agit de l'adaptation vidéoludique du film du même nom. Ce jeu permet de prendre le contrôle des personnages de l'histoire comme Obi-Wan Kenobi, du capitaine Panaka, la reine Amidala ou Qui-Gon Jinn.
L'histoire commence avec l'arrivée sur la station du vice-roi Nute Gunray et se finit sur Naboo avec l'affrontement entre Obi-Wan et Dark Maul.
En janvier 2024, une version remastérisée est publiée sur le PlayStation Network, jouable sur PlayStation 4 et PlayStation 5.

## Système de jeu
Le joueur contrôle un personnage (Obi-Wan Kenobi, Qui-Gon Jinn, le capitaine Panaka ou Padmé Amidala) en vue à la 3e personne. Le jeu comporte onze niveaux dont certains qui contiennent des rajouts, notamment un passage avec Qui-Gon sur Tatooine qui a été inspiré de la scène du rancor dans Le retour du Jedi. Il y a aussi des boss rajoutés pour le jeu en plus de Dark Maul qui est affronté trois fois (la première sur Tatooine et les deux autres dans les deux derniers niveaux sur Naboo).